# 162466 Margon
162466 Margon è un asteroide della fascia principale. Scoperto nel 2000, presenta un'orbita caratterizzata da un semiasse maggiore pari a 2,9698256 UA e da un'eccentricità di 0,0904903, inclinata di 0,94841° rispetto all'eclittica.